# Северодончанка
«Северодончанка» (укр. «Сєвєродончанка») — женский волейбольный клуб из Северодонецка.

## История
Команда основана в 1998 году на базе северодонецкой ДЮСШ № 2. В сезоне 2001/02 годов заняла первое место в первой лиге чемпионата Украины, после чего перешла играть в высшую лигу, а в 2004 году дебютировала в Суперлиге.
В сезоне-2005/06 команда «Северодончанка» на чемпионате Украины заняла третье место. В январе 2009 года команда под руководством Владимира Бузаева выиграла Кубок Украины, а в апреле того же года впервые стала чемпионом страны. В сезоне-2009/10 добилась наивысшего достижения в еврокубках, дойдя до четвертьфинала Кубка вызова.
В сезонах 2010/11 и 2011/12 годов «Северодончанка» выиграла бронзовые медали чемпионата Украины, а в следующем после ухода из команды Владимира Бузаева и многолетнего капитана Ирины Комиссаровой осталась без медалей. Новым главным тренером «Северодончанки» стал Дмитрий Юрченко, а в июне 2013 года её возглавил наставник сборной Украины Гарий Егиазаров.
В сезоне-2013/14 коллектив с Луганщины был главным конкурентом южненского «Химика» в борьбе за чемпионский титул. Подопечные Егиазарова нанесли основному сопернику поражение в домашнем туре финала, но в очной встрече второго тура в Южном проиграли с разгромным счётом и довольствовались серебром. В межсезонье из-за напряжённой обстановки на востоке Украины команду покинули шесть опытных игроков — волейболистки сборной Украины Марина Дегтярёва и Анна Бурбелюк, а также Наталья Чернецкая, Юлия Марковская, Юлия Палий и Елена Сидоренко; лишь в конце августа команда начала подготовку к новому сезону, не сыграв ни одного контрольного матча.

## Результаты выступлений

### Чемпионат Украины
| - 1998/99 — вторая лига, 1-е место - 1999/00 — первая лига, 5-е место - 2000/01 — первая лига, 3-е место - 2001/02 — первая лига, 1-е место - 2002/03 — высшая лига, 5-е место - 2003/04 — высшая лига, 1-е место | - 2004/05 — Суперлига, 6-е место - 2005/06 — Суперлига, 3-е место - 2006/07 — Суперлига, 5-е место - 2007/08 — Суперлига, 5-е место - 2008/09 — Суперлига, 1-е место - 2009/10 — Суперлига, 4-е место | - 2010/11 — Суперлига, 3-е место - 2011/12 — Суперлига, 3-е место - 2012/13 — Суперлига, 4-е место - 2013/14 — Суперлига, 2-е место - 2014/15 — Суперлига, 2-е место |

### Кубок Украины
- 2008 — победитель
- 2012—2014 — финалист

### Еврокубки
- 2006/07 — Кубок ЕКВ, 1/8 финала
- 2008/09 — Кубок вызова, 1/8 финала
- 2009/10 — Кубок ЕКВ, 1/16 финала; Кубок вызова, 1/4 финала
- 2011/12 — Кубок вызова, 2-й раунд
- 2014/15 — Кубок ЕКВ, снялась с соревнований

## Состав
Сезон-2016/2017
| №  | Имя, фамилия      | Год рождения | Рост | Амплуа      |
| -- | ----------------- | ------------ | ---- | ----------- |
|    | Марта Рау         | 1998         | 174  | связующая   |
| 8  | Нодиршоева Зарина | 1996         | 175  | связующая   |
|    | Марина Лисеенкова | 1996         | 175  | нападающая  |
| 5  | Карина Юрченко    | 1997         | 180  | центральная |
| 7  | Аксамит Анна      | 39           | 187  | нападающая  |
|    | Наталья Луханина  | 1995         | 183  | нападающая  |
|    | Елизавета Сулима  | 1995         | 180  | нападающая  |
| 11 | Людмила Ляпка     | 1984         | 185  | центральная |
| 12 | Алина Гавриленко  | 1997         | 175  | связующая   |
| 14 | Тетенко Марина    | 1995         | 178  | нападающая  |

- Главный тренер — Гарий Егиазаров.
- Доктор - Олег Кривко.